# Nectria setofusarii
Nectria setofusarii är en svampart som beskrevs av Samuels & Nirenberg 1989. Nectria setofusarii ingår i släktet Nectria och familjen Nectriaceae.   Inga underarter finns listade i Catalogue of Life.